# جون فيليب
جون فيليب (بالإنجليزية: Jon Phillip)‏ هو موسيقي أمريكي، ولد في 18 مايو 1979.

## وصلات خارجية
- جون فيليب على موقع ميوزك برينز (الإنجليزية)
- جون فيليب على موقع أول ميوزيك (الإنجليزية)
- جون فيليب على موقع ديسكوغز (الإنجليزية)